# Summertime (Gershwin)
Summertime ist der Titel der bekanntesten Arie aus der Oper Porgy and Bess von George Gershwin (Musik), Ira Gershwin und DuBose Heyward (Libretto), die 1935 uraufgeführt wurde. Summertime wurde als eigenständiges Lied aus dieser Oper isoliert vermarktet und entwickelte sich zum bisher meistgecoverten Jazz- und Popstandard.

## Entstehungsgeschichte
Die von George Gershwin ab dem Jahr 1934 verfasste Volksoper ist im schwarzen Hafenmilieu angesiedelt. Sie  basiert auf dem 1924 entstandenen Roman Porgy von DuBose Heyward, den George Gershwin 1926 erstmals gelesen hatte. Die Bühnenversion des Romans gelangte erstmals im Oktober 1927 in die Öffentlichkeit. Das Wiegenlied Summertime war das erste Lied für die Oper, das Gershwin im Februar 1934 fertiggestellt hatte. Die Idee für die Melodie kam Gershwin im Jahr 1926, als er das ukrainische Wiegenlied Oi Khodyt Son Kolo Vikon (Ой ходить сон, коло вікон; Ein Traum geht am Fenster vorüber) von Oleksander Koshetzs Ukrainischem National-Chor hörte. Die nächsten 20 Monate verbrachte Gershwin dann mit der Komplettierung und Orchestrierung von Porgy & Bess. Er reiste sogar mit seinem Bruder Ira im Sommer 1934 an den Handlungsort, um sich direkte Eindrücke zu verschaffen. Nach fast 700 Seiten Musik war die Oper im August 1935 komplettiert.
Das Wiegenlied kommt in allen drei Akten dieser Oper von George Gershwin vor, immer kurz bevor ein Todesfall eintritt. Es war Bestandteil einer Volksoper und keines Musicals, wie Gershwin betonte. Insgesamt ist Summertime hierin 4 Mal zu hören, und zwar zunächst als Wiegenlied (Akt I, Szene I), danach während des Craps-Spiels (Akt I, Szene II als Kontrapunkt zum Chor), in Szene IV vom 2. Akt als Reprise und im Eröffnungsakt III. Die Sängerin freut sich in Summertime über das leichte Leben während des Sommers, wo sie am Fluss die Fische springen sieht und die Baumwolle reif ist. Die Musik indes signalisiert mit einer Quarte unter dem Grundton eher eine traurige Stimmung. Es handelt sich um ein 16-taktiges Lied in a-Moll mit kurzen Passagen in C-Dur, dessen pentatonische Skala C-D-E-G-A extensiv genutzt wird. Der Jazzstandard entstand aus dem Lied im dritten Akt, gesungen mit heller Sopranstimme von Titelheldin Bess, als sie das Waisenkind von Clara und dem Fischer Jake in ihren Armen hält. Handlungsort ist die Catfish Row im Jahr 1912, eine Gasse im schwarzen Milieu des Fischerortes Charleston (South Carolina); Charleston war der Geburtsort von Heyward.

## Originalaufnahme
Die Sopranistin Abbie Mitchell sang die Rolle der Clara bei der Uraufführung am 30. September 1935 im Colonial-Theater in Boston und bei der Premiere im New Yorker Alvin Theatre am 10. Oktober 1935. Anne Brown spielte die Bess in diesen Inszenierungen und sang daher gleichfalls Summertime. In Boston wurde beider Auftritt umjubelt. In New York hingegen war die Rezeption zurückhaltend; am 25. Januar 1936 und nach 124 Aufführungen kam dort das vorläufige Ende von Porgy & Bess.
Erst ab dem 22. Januar 1942 kam die Volksoper auch in New York (im Majestic Theatre) mit 286 Aufführungen zu Erfolgen. Gershwin († 1937) und Heyward († 1940) erlebten dies nicht mehr.
Die erste kommerziell verwertete Schallplattenaufnahme stammt vom 23. Oktober 1935, gesungen von der Opernsopranistin Helen Jepson (Victor #11881). Auf der LP wird betont, dass Jepsons Aufnahme von George Gershwin persönlich beaufsichtigt worden ist. Die LP Porgy & Bess Original Cast vom Mai 1940 beinhaltet die von Anne Brown gesungene Version.

## Coverversionen

Billie Holiday – Summertime

Gershwin ahmte mit seiner Arie afroamerikanische Folklore nach. Es gelang ihm auf bemerkenswerte Weise, Summertime wie ein Volkslied klingen zu lassen. Dies wird durch eine langsame harmonische Progression, die an einen Blues erinnert, weiter verstärkt. „Der Chorus in a-Moll kreist um die Noten des Grundakkords … und moduliert mit sparsamen Übergangsakkorden ganz bescheiden in die Subdominante (d-Moll), Dominante (E-Dur) oder Dur-Parallele (C-Dur).“ Will Friedwald charakterisiert in seinem Buch Stardust Melodies Summertime als „das bekannteste Musikstück“ aus Porgy and Bess. Der Liedtext sei „voller religiöser Bilder“. Sein Erfolg unabhängig von der Welt der klassischen Musik erkläre sich damit, dass es „nicht nur ein Wiegenlied, sondern auch ein Spiritual ist“.

### Versionen in der populären Musik
Unübertroffen in der Musikgeschichte ist die dem Original und der Bühnenaufführung folgende stilübergreifende Anzahl von Coverversionen. Aus der großen Auswahl können an dieser Stelle lediglich musikologisch wichtige Fassungen erwähnt werden. Nur wenige kamen hiervon in die Hitparade. Billie Holiday nahm Summertime am 10. Juli 1936 auf und errang nach Veröffentlichung im August 1936 mit Rang 12 die erste Hitparadennotierung des Songs. Begleitet wird sie von Bunny Berigan (Trompete), Artie Shaw (Klarinette), Joe Bushkin (Piano), Dick McDonough (Gitarre), Pete Peterson (Bass) und Cozy Cole (Schlagzeug). Holiday warf mit ihrer jazzigen Stimme Teile der Originalmelodie über Bord. Paul Robeson folgt am 14. Januar 1938, am 21. Oktober 1938 waren Bob Crosby und sein Orchester im Aufnahmestudio.
Sopransaxophonist Sidney Bechet nahm den Song am 8. Juni 1939 zusammen mit Gitarrist Teddy Bunn, Bassist John Williams, Meade Lux Lewis (Piano) und Schlagzeuger „Big Sid“ Catlett auf. Der mehr als vierminütige Titel entwickelte sich zu einem „mächtigen Trauermarsch“. Diese Instrumentalversion wurde letztlich zu einem „Welthit“und gilt als eine der großen Aufnahmen der Geschichte des Jazz.  Eddy Duchin folgte im April 1941 (LP Duchin-Gershwin), die Ravens am 11. September 1947. Sarah Vaughan, die „Devine Sarah in Jazz“ nahm den Song am 21. Dezember 1949 in einer „arienhaften Interpretation“ auf; Altsaxophonist Charlie Parker nutzte am 30. November 1949 zu seiner Begleitung Mitglieder der New Yorker Philharmoniker, deren Arrangement teilweise die Partitur der Oper aufgreift.

Bob Crosby – Summertime

Eine der ersten Pop-Versionen veröffentlichte Perry Como im März 1952, im Jazz folgte wiederum Ella Fitzgerald im Duett mit Louis Armstrong mit der Aufnahme vom 18. August 1957, Sam Cooke berücksichtigte den Klassiker als B-Seite von You Send Me im September 1957, Gene Vincent nahm am 28. März 1958 eine rockige Version auf. Miles Davis folgte mit großer Besetzung und im Arrangement von Gil Evans am 18. August 1958; seine Version war auf dem Album Porgy and Bess enthalten, die ebenso 1959 zum Start des Goldwyn-Films Porgy und Bess erschien wie das gleichnamige Album von Louis Armstrong/Ella Fitzgerald und (nach der orchestralen Ouvertüre) mit dem langsam interpretierten Song startete. Fitzgerald schuf auch sonst „einige der überzeugendsten Vokalversionen“ des Songs im Jazzbereich.
Die Beatles nahmen in ihrer Frühphase den Titel am 15. Oktober 1960 erstmals mit Ringo Starr (Schlagzeug) für Polydor Records im Akustik Recording Studio (Kirchenallee 57, Hamburg) auf; hiervon wurden etwa sechs Exemplare gepresst, von denen kein einziges erhalten blieb. Wenige Tage später entstand wieder im Jazzbereich am 24. Oktober 1960 eine elfeinhalb minütige „High-Energy-Fassung“ von John Coltrane, die im Folgejahr auf dem Album My Favorite Things veröffentlicht wurde. Adam Faith folgte am 19. November 1960. Die Marcels gelangten im April 1961 mit ihrer Version lediglich in die unteren Ränge der Charts.

Billy Stewart – Summertime

Billy Stewart lieferte mit seiner am 6. Oktober 1965 für das Album Billy Stewart Teaches Old Standards New Tricks entstandenen radikalen Scat-Version die bei weitem ungewöhnlichste Fassung des Songs ab, belohnt mit der besten Pop-Platzierung (Rang 10) und Rang 7 (Rhythm- and Blues-Hitparade) und damit dem einzigen Crossover-Hit für Summertime. Begleitet wurde er von der damaligen Session-Band bei Chess Records, bestehend aus Pete Cosey (Gitarre), Louis Satterfield (elektr. Bass), Sonny Thompson (Piano) und Schlagzeuger Maurice White. Sonny & Cher nahmen den Titel am 21. Januar 1966 auf, die Veröffentlichung im April 1966 brachte keinen kommerziellen Erfolg, auch nicht für das am 4. Juli 1966 vom Herbie Mann Septet aufgenommene Stück. Booker T. & the M.G.’s beweisen mit ihrer Version ihr instrumentales Können, veröffentlicht auf dem Album And Now! im November 1966. Big Brother and the Holding Company brachten im August 1968 mit Janis Joplin eine schroffe Bluesversion heraus. Als Schlagzeug-Bass-Duett interpretierten Elvin Jones und Richard Davis Summertime 1968 in einer mehr als elf Minuten dauernden „abgedrehten“ Version. Love Sculpture, bekannt für die eigenwillige instrumentale Interpretation von klassischer Musik, griff den Evergreen im November 1968 auf. Im Jahr 1969 veröffentlichte die niederländische Band Brainbox eine progressiv-rockige Version von Summertime. Eine Version von Bill Hemmans verkaufte sich 1970 in den USA millionenfach.
1994 wurde der Song auf dem George Gershwin-Tribute-Album gleich zweimal von Courtney Pine und Peter Gabriel gecovert. Herbie Hancock holte für seine Fassung (für sein Tribute Gershwin’s World, 1998) neben Sängerin Joni Mitchell auch Stevie Wonder auf der Harmonika.

### Doin’ Time (eine Variante)
1996 veröffentlichte die US-amerikanische Rockband Sublime eine Coverversion mit dem Titel Doin’ Time. Der Titel beinhaltet ein Sample aus der Liveversion zu Summertime des  US-amerikanischen Jazz- und Fusion-Flötisten Herbie Mann. Es handelt sich um eine Bossa Nova aus seinem Album Herbie Mann at the Village Gate. Die Originalaufnahme der Band beinhaltete die Textzeile „Doin’ time and the livin’s easy“. Um die Freigabe zur Publizierung zu bekommen, musste sich die Band einverstanden zeigen, in der Textzeile den Ausdruck „Summertime“ anstatt „Doin’ Time“ zu verwenden. Die erste Aufnahme erfolgte mit dem Sänger Bradley Nowell, noch bevor man eine Neuaufnahme mit dem abgewandelten Text einspielen konnte, verstarb dieser an einer Überdosis Heroin. Die Band tätigte die Neuaufnahme mit dem befreundeten Musiker Michael Happoldt. Das Lied erschien erstmals auf dem dritten Studioalbum Sublime im Juli 1996. Im gleichen Jahr wurde das Lied als Single in Europa und den Vereinigten Staaten veröffentlicht. In den USA schaffte die Single es für sieben Wochen in die Billboard Hot 100 und erreichte mit Position 87 seine höchste Chartnotierung. In ihrer Heimat war es der einzige Single-Charterfolg ihrer Karriere.
Am 17. Mai 2019 veröffentlichte die US-amerikanische Popsängerin Lana Del Rey eine Coverversion zu Doin’ Time als vierte Singleauskopplung aus ihrem Album Norman Fucking Rockwell!. Am Tag der Veröffentlichung feierte ebenfalls eine Dokumentation über Sublime seine Premiere auf dem Tribeca Film Festival. Die Single erreichte Platz 74 der Schweizer Hitparade und wurde zu Del Reys 17. Charterfolg als Interpretin in der Schweiz. Im Vereinigten Königreich erreichte die Coverversion Platz 75 und wurde zu Del Reys 22. Charthit im Vereinigten Königreich. In den Vereinigten Staaten erreichte Doin’ Time erst verspätet mit der Veröffentlichung des Albums die Billboard Hot 100 und erreichte dabei mit Position 59 seine höchste Chartnotierung. Es wurde zu ihrem 13. Single-Hit in ihrer Heimat. In Polen erreichte Del Reys Coverversion Gold-Status für über 10.000 verkaufte Einheiten.

### Statistik
Die Vielzahl der Coverversionen ist unüberschaubar. Bei den Coverversionen wurde die ursprünglich sehr hohe Sopranlage oft verlassen und in bequemere Tonlagen transponiert, sodass der Standard für einen größeren Kreis von Interpreten singbar wird. Alleine zwischen 1955 und 1992 wurden 59 Versionen von Summertime auf LPs veröffentlicht, die in die LP-Charts gelangt waren. Coverinfo listet insgesamt 800 Versionen von Summertime auf, allerdings handelt es sich hierbei nur um die auf Tonträgern aufgezeichneten Versionen verschiedener Interpreten. Eine internationale Gesellschaft von Sammlern von Aufnahmen des Songs, die sich The Summertime Connection nennt, sammelt und inventarisiert Coverversionen dieses Liedes. 2020 verzeichnet sie rund 71.000 komplette Aufnahmen von Summertime. Dabei handelt es sich zumeist nicht um kommerzielle Aufnahmen. 2003 brachte Wolfgang Lamprecht zwei Compilation-Alben (Summertime: This Was Then und Summertime: This Is Now) ausschließlich mit Summertime-Coverversionen und Remixes (u. a. von Klaus Waldeck, Erdem Tunakan und Tristan) bei Universal Music Austria heraus.
Auch wenn Summertime in seinen vielen Versionen weder einen ersten Hitparadenplatz erreicht hat noch zum Millionenseller wurde, so gehört er heute stilübergreifend zu den Evergreens mit Übersetzungen in 30 Sprachen und ist das meistinterpretierte Lied aller Zeiten.

## Filmographie
Summertime ist in den folgenden Filmen enthalten:
- Rhapsody in Blue (1945, Anne Brown)
- Porgy und Bess (1959, gesungen von Diahann Carroll (echte Stimme von der Sopranistin Loulie Jean Norman), später von Dorothy Dandridge (Adele Addison))[30]
- Janis (1974, Janis Joplin)
- Jazz in Exile (1978, Richard Davis, Bill Meeker, Ben Sidran)
- American Pop (1981)
- Indian Runner (1991, Janis Joplin, Big Brother and The Holding Company)
- Theremin: An Electronic Odyssey (1994)
- Das Baumhaus (1994)
- Verrückt nach Mary (1998, Ray Conniff)
- Chocolat – Ein kleiner Biss genügt (2000, Sidney Bechet)
- Yi Yi – A One and a Two (2000, Kelly Lee)
- Die Stadt frisst ihre Kinder (2000, Janis Joplin)
- Das Tribunal (2002)
- I’ll Be There (2003, Charlotte Church)
- Unzertrennlich (2003, Greg Kinnear)